# Plebiscito
Plebiscito (do latim plebiscitu, decreto da plebe) é um voto ou decreto passado em comício, originariamente obrigatório apenas para os plebeus. Hoje em dia, o plebiscito é convocado antes da criação da norma (ato legislativo ou administrativo), e são os cidadãos, por meio do voto, que vão aprovar ou não a questão que lhes for submetida.

## Plebiscito e referendo
Apesar de se considerar plebiscito como sendo o mesmo que referendo, a verdade é que os dois conceitos podem significar ações muito diferentes e que podem, por vezes, ter significados opostos de serem radicalizados.
São, contudo, sempre referentes a assuntos de política geral ou local de extrema importância para as pessoas visadas. Assim, de um modo amplo, podemos considerar que são sinônimos. Por outro lado, de um ponto de vista específico, os termos podem apontar para conceitos diferentes, consoante os autores ou o contexto em que são aplicados.
Assim, podemos dizer que plebiscito é uma consulta ao povo antes de uma lei ser constituída, de modo a aprovar ou rejeitar as opções que lhe são propostas; o referendo é uma consulta ao povo após a lei ser constituída, em que o povo ratifica ("sanciona") a lei já aprovada pelo Estado ou a rejeita. Maurice Battelli, de fato, define plebiscito como a manifestação direta da vontade do povo que delibera sobre um determinado assunto, enquanto o referendo seria um ato mais complexo, em que o povo delibera sobre outra deliberação (já tomada pelo órgão de Estado respectivo).
Marcelo Caetano, por exemplo, já definia o referendo como um processo próprio de uma conjuntura governativa instituída, enquanto o plebiscito seria próprio de tomadas de decisão que visassem alterações profundas na estrutura do regime político governante (em geral, da própria Constituição).'

### Plebiscito constitucional de 1933, em Portugal
Por outro lado, há os que veem os plebiscitos apenas como uma característica dos governos "cesaristas" onde o povo, pelo voto, delega poderes avultados a uma só personalidade, como aconteceu com o plebiscito constitucional de 1933, em Portugal, no qual as abstenções foram somadas aos votos "sim", e cuja "aceitação" pelo povo autorizou a concentração de poderes na figura do Presidente do Conselho (António de Oliveira Salazar). De facto, esta é a perspectiva de alguns autores, como León Duguit. Esse foi um exemplo clássico do uso delegatório de um plebiscito, uso esse que as modernas constituições democráticas, mediante a incorporação de salvaguardas, se esforçam para impedir.
Não apenas o método adotado para sua contagem de votos pareceria absurdo a qualquer observador moderno, mas seu uso perverso como "plebiscito" foi, na realidade, uma contradição em termos, uma vez que a função primeira do plebiscito é ser participativo, e jamais delegatório; sua função é controlar o Poder Representativo, jamais delegar ilimitadamente o poder popular a alguém. Se através de um plebiscito se outorga um mandato ampliado, e sem prazo, aos representantes que deveriam ser fiscalizados pelo Povo, nega-se a função primeira do plebiscito que é a de funcionar, como funciona na Suíça desde 1890, como um "freio de mão" nos eventuais excessos do Poder representativo. As constituições devem incluir salvaguardas em, clásulas pétreas, que vedem usos perversos dos plebiscitos por parte do Poder Executivo, ou de algum partido político; e a atual constituição de Portugal já as inclui. O critério de "maiorias duplas", adotado na Suíça é uma dessas salvaguardas.

### Plebiscito sobre Reforma Constitucional na Venezuela em 2007
Ao contrário do que ocorreu no passado, em Portugal, o plebiscito sobre reforma constitucional na Venezuela, em 2007, funcionou exatamente como devem funcionar os plebiscitos democráticos modernos: seja agindo como "freio de mão", para impedir eventuais excessos legislativos cometidos pelo Poder Representativo - como ocorreu na Venezuela - seja impelindo o Poder Representativo a sair de uma eventual inércia sua, e obrigando-o a deliberar sobre assuntos polêmicos, de interesse da população, como foi o caso do plebiscito do aborto em Portugal, em 2007. No caso da Venezuela, uma reforma constitucional polemica, já aprovada pelo Congresso, foi rejeitada pela maioria da população. Obviamente nesse caso as abstenções não foram contadas como sendo votos "sim", como o foram em 1933 em Portugal; nenhuma constituição moderna admitiria esse método de contagem.

### Ascláusulas pétreas
Da mesma forma que todas as Constituições democráticas incorporam certas cláusulas pétreas (que nunca podem ser alteradas) para evitar que uma sua emenda, se aprovada pelo Congresso, possa resultar no fim da democracia (cláusulas que impedem, por exemplo, que a maioria absoluta de um Congresso aprove uma lei tornando seus mandatos vitalícios, ou hereditários), é preciso que haja, nas constituições que consagram o plebiscito, cláusulas pétreas que assegurem que os plebiscitos não poderão ser usados de maneira delegatória para exacerbar mandatos, ou para reduzir a democracia; e impeçam que o plebiscitos sejam usados de maneira perversa, como já o foram muitas vezes em Portugal e na Europa. Outorgar mandatos é uma forma de abdicação da soberania popular. Por isso quaisquer mandatos outorgados têm que ser constitucionalmente limitados no tempo, e no Poder. O ideal é que seja previsto pela constituição o direito de recall (ou revogatório de mandato), isto é, o direito do povo de promover a destituição de governantes legalmente eleitos, que não estejam se desempenhando de acordo com as expectativas.

### Doutrina jurídica
Para Bobbio (1987, p. 459), democracia direta engloba “todas as formas de participação no poder”, com prevalência do agente popular sobre o político. Diferentemente, na democracia semidireta, cria-se um sistema mais bem-sucedido, que contempla equilíbrio pela operação, de um lado, da representação política e, de outro, da soberania popular direta e de sua efetiva capacidade de fiscalizar seus representantes eleitos.
Para Darcy Azambuja, o referendo é o que mais aproxima o Governo da democracia pura, mas também é o mais complexo, tanto por sua intimidade com outros instrumentos, como o plebiscito e o veto popular, como pelas diferentes classificações que abriga.
O referendum se origina das antigas Dietas das Confederações Helvéticas, que reservava a certas localidades suíças, como os cantões de Valais e Grisons, desde o século XV, o poder de aprovar todas as leis ad referendum do povo. Em certos casos, várias Constituições de Estados modernos exigem o referendum, sendo ele em muitos países considerado obrigatório, sobretudo quanto a emendas constitucionais; em outros, ele é apenas previsto como uma possibilidade.
A iniciativa da convocação do referendum é um de seus aspectos mais importantes; suas regras variam enormemente de um país para outro. Enquanto na Suíça basta um abaixo-assinado (por 0,67% dos eleitores) para convocá-lo, no Brasil, que se posta no outro extremo, o referendum só pode ser convocado pelo próprio Congresso; em alguns países pode ser também convocado pelo chefe do Poder Executivo. Muitos se indagam por que algum Congresso de qualquer país jamais convocaria um referendum para questionar as próprias leis que promulgou.

#### No Brasil
A constituição brasileira (1988) prevê, em seu artigo 14, que "a soberania popular será exercida pelo sufrágio universal e pelo voto direto e secreto, com valor igual para todos, e, nos termos da lei, mediante: I - plebiscito; II - referendo; III - iniciativa popular". Não existe na atual constituição brasileira a previsão expressa que permita aos cidadãos introduzir mudanças na Constituição. Porém, através de uma análise principiológica é possível que seja permitido aos cidadãos emendar a Constituição. Só se saberá ao certo quando for tentando projeto de emenda de iniciativa popular. Podem ocorrer mudanças constitucionais mediante plebiscito, porém, só o Congresso pode convocá-lo (o Executivo pode, no máximo, enviar mensagem ao Parlamento propondo sua convocação, mas é o Legislativo que decide se convoca ou não).

## Democracia representativa e democracia direta
Na democracia representativa o povo elege um representante para defender seus interesses num parlamento ou congresso. Com isso transfere - ou delega - seu poder de decisão a um político. A maioria dos países democráticos do mundo ainda adota a democracia representativa como forma de organização política, embora muitos deles já estejam incorporando a seus sistemas políticos alguns elementos da democracia direta.
Na democracia direta o povo é chamado a se pronunciar diretamente sobre as propostas de legislação, seja previamente - através de plebiscitos - seja a posteriori - através de referendos. Nenhum país possui ainda um regime de governo que seja uma democracia direta pura. O país que mais dela se aproxima é a Suíça, que adota em sua Constituição um regime de democracia semidireta. Entre outros direitos, o povo suíço pode tomar até a iniciativa de propor emendas à própria Constituição de seu país, mediante um abaixo-assinado contendo apenas 100 000 assinaturas (cerca de 1,34% da população).